# Еци
Еци је назив за мумију човека који је живео око 3300. п. н. е, а који је 1991. откривен у глечеру у Ецталским Алпима, у близини границе између Аустрије и Италије. Надимак Еци је дао један аустријски репортер. Он је настарија природна људска мумија у Европи, те је понудио дотада недоступан увид у живот калколитских Европљана.

## Откриће
Дана 19. септембра 1991. Еција су пронашла два немачка туриста из града Нирнберг. Пронађен је на висини од 3210 метара. Они су веровали да је то тело неког недавно преминулог планинара. Тело је тада однесено у лабароторију и темељно прегледано.
Када је пронађен имао је уредно зашивену одећу од јеленске коже, плашт од плетене траве и кожне ципеле напуњене травом ради изолације. Носио је две гљиве на кожним тракама, вероватно у медицинске сврхе, и кутију од брезове коре у којој су биле залихе хране. Имао је бакарну секиру, нож од камена, лук од тисовине и тоболац од јеленске коже у коме су биле вешто направљене стреле.

## Мумија
Истраживање је показало да је био висок 160 центиметара и тежак 61 килограм. Његово мумифицирано тело се сада налази у музеју у италијанском граду Болцану. У јулу 2014. године мумија је била на биопсији, а делови карлице изненадили су лекаре. Анализа је показала да Еци има неке гене који нису ни људског ни ванземаљског порекла. На мумији је нађен такозвани метагеном, односно генска мутација. Њу је узроколавала бактерија која иначе живи у устима и изазива парадентозу а у карлицу је дошла крвотоком. Овим је доказано да је Еци патио од парадентозе, али да су га болели и лигаменти и вилична кост. Умро је од стреле која га је погодила у раме.